# Modelo de la varilla elástica

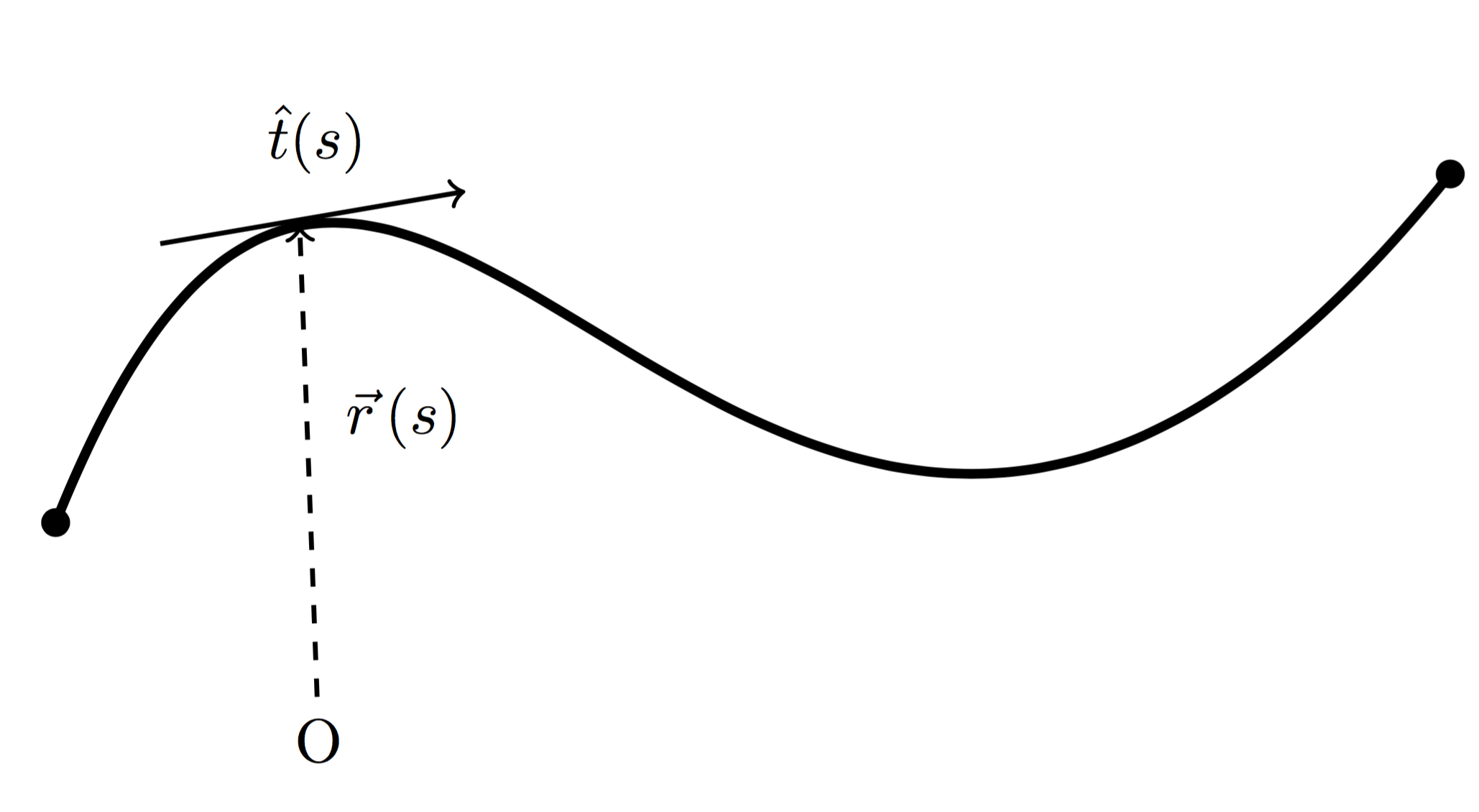
Una ilustración del modelo, con vectores tangentes de posición y unidad.

El modelo de la varilla elástica (MVE) en la física de polímeros es usado para describir el comportamiento de los polímeros semi- flexibles; es también conocido como el modelo de Kratky-Porod, en honor a sus inventores: Otto Kratky & Günther Porod en 1949.

## Consideraciones teóricas
El MVE describe una varilla isotrópica que es continuamente flexible, esto contrasta con el Modelo de cadena libremente conectada (freely-jointed chain ) que es únicamente flexible en segmentos discretos. El Modelo de la varilla elástica es particularmente usado para describir polímeros rígidos, con segmentos sucesivos que muestran una especie de cooperación mutua: todos apuntando en aproximadamente la misma dirección. A temperatura ambiente, el polímero adopta una forma de conjunto suavemente curvado; a temperatura {\displaystyle T=0} K , el polímero adopta una forma de varilla rígida.
Para un polímero de longitud {\displaystyle l}, definimos la trayectoria del polímero como{\displaystyle s\in (0,l)} , entonces{\displaystyle {\hat {t}}(s)}pasa a ser el vector unitario tangencial a la cadena en {\displaystyle s}, y {\displaystyle {\vec {r}}(s)} es el vector posición a lo largo de la cadena. Entonces:
{\displaystyle {\hat {t}}(s)\equiv {\frac {\partial {\vec {r}}(s)}{\partial s}}} Y la distancia extremo a extremo {\displaystyle {\vec {R}}=\int _{0}^{l}{\hat {t}}(s)ds}.
Puede ocurrir que la orientación de la “función de correlación” para un modelo de varilla elástica siga un decaimiento exponencial. 
{\displaystyle \langle {\hat {t}}(s)\cdot {\hat {t}}(0)\rangle =\langle \cos \;\theta (s)\rangle =e^{-s/P}\,},
Donde {\displaystyle P} es por definición la característica de persistencia del polímero. Un valor útil es la medida del cuadrado de la distancia extremo a extremo del polímero
{\displaystyle {\begin{matrix}\langle R^{2}\rangle &=&\langle {\vec {R}}\cdot {\vec {R}}\rangle \\\\\ &=&\langle \int _{0}^{l}{\hat {t}}(s)ds\cdot \int _{0}^{l}{\hat {t}}(s')ds'\rangle \\\\\ &=&\int _{0}^{l}ds\int _{0}^{l}\langle {\hat {t}}(s)\cdot {\hat {t}}(s')\rangle ds'\\\\\ &=&\int _{0}^{l}ds\int _{0}^{l}e^{-\left|s-s'\right|/P}ds'\\\\\ \langle R^{2}\rangle &=&2Pl\left[1-{\frac {P}{l}}\left(1-e^{-l/P}\right)\right]\end{matrix}}}
- Note que cuando {\displaystyle l>\!>P}, entonces {\displaystyle \langle R^{2}\rangle =2Pl} . Esto puede ser utilizado para mostrar que un “segmento de Kuhn”(Kuhn segment) es igual al doble de la persistencia de un Modelo de varilla elástica.

## Relevancia biológica
Varios importantes bio-polímeros pueden ser adecuadamente modelados con un Modelo de varilla elástica, por ejemplo:
- Doble hélice de ADN y ARN.
- ARN no estructurado.
- Polipéptidos no estructurados (proteínas).

## Estiramiento de Polímeros con Modelo de varilla elástica
Instrumentos de laboratorio como el microscopio de fuerza atómica (AFM) y las pinzas ópticas son utilizados para simular la fuerza del comportamiento estirado de los polímero anteriormente mencionados. Una fórmula de interpolación que describe el alargamiento {\displaystyle x} de un polímero MVE con perímetro de longitud {\displaystyle L_{0}} y persistencia {\displaystyle P} en reacción a una fuerza de estiramiento {\displaystyle F} es:
{\displaystyle {\frac {FP}{k_{B}T}}={\frac {1}{4}}\left(1-{\frac {x}{L_{0}}}\right)^{-2}-{\frac {1}{4}}+{\frac {x}{L_{0}}}}
Donde {\displaystyle k_{B}} es la constante de Boltzmann y {\displaystyle T}es la temperatura absoluta (Bustamante, et al., 1994; Marko et al., 1995).
En el caso particular cuando se estira el ADN en un amortiguador fisiológico (cerca del pH neutro, y fuerza iónica de aproximadamente 100mM) a temperatura ambiente el encogimiento del ADN alrededor de su perímetro está representado por, esté encogimiento entálpico, sumando una constante de estiramiento {\displaystyle K_{0}} a la ecuación anterior:
{\displaystyle {\frac {FP}{k_{B}T}}={\frac {1}{4}}\left(1-{\frac {x}{L_{0}}}+{\frac {F}{K_{0}}}\right)^{-2}-{\frac {1}{4}}+{\frac {x}{L_{0}}}-{\frac {F}{K_{0}}}}
Donde un valor típico para la constante de estiramiento del ADN de doble hélice es alrededor de 1000 pN y 45 nm para la persistencia(Wang, et al., 1997).